# Liste von Haifilmen
Die Liste von Haifilmen sammelt Filme, in denen Haie eine zentrale Rolle spielen. Dabei handelt es sich teilweise um Dokumentarfilme und teilweise um Spielfilme mit Haien als Protagonisten.
Unter den Dokumentarfilmen kommt vor allem den frühen Unterwasserfilmen von Hans Hass und Jacques Yves Cousteau eine Vorreiterrolle zu. Als „Mutter“ aller Hai-Horrorfilme wird oft der Steven-Spielberg-Film Der weiße Hai bezeichnet. Diesem folgten zahlreiche weitere Filme, in denen Haie als Bedrohung von Menschen auftauchen.
| Jahr | Filmtitel                                           | Originaltitel                       | Land                                    | Regisseur                                  | Genaue Speziesangabe (oder ähnliches)                                                        | Anmerkungen                                                                                         |
| ---- | --------------------------------------------------- | ----------------------------------- | --------------------------------------- | ------------------------------------------ | -------------------------------------------------------------------------------------------- | --------------------------------------------------------------------------------------------------- |
| 1947 | Menschen unter Haien                                | Menschen unter Haien                | Deutschland                             | Hans Hass                                  | diverse Haie                                                                                 | Dokumentarfilm und einer der ersten Unterwasserfilme                                                |
| 1956 | Die schweigende Welt                                | Le Monde du silence                 | Frankreich                              | Jacques-Yves Cousteau                      | diverse Haie (Blau- und Grauhaie)                                                            | Dokumentarfilm, bei dem zahlreiche Haie beim Angriff auf ein verendendes Pottwalkalb gefilmt wurden |
| 1956 | Haie greifen an                                     | The Sharkfighters                   | Vereinigte Staaten                      | Jerry Hopper                               | diverse Haie                                                                                 | |
| 1969 | Hai!                                                | Shark                               | Vereinigte Staaten                      | Samuel Fuller                              | diverse Haie                                                                                 | |
| 1971 | Blaues Wasser, weißer Tod                           | Blue Water White Death              | Vereinigte Staaten                      | Peter Gimbel, James Lipscomb               | Schwerpunkt Weißer Hai, zudem diverse Haie (Grauer Riffhai, Blauhai, Weißspitzen-Hochseehai) | Filmdokumentation                                                                                   |
| 1974 | Ein toter Taucher nimmt kein Gold                   | -                                   | Bundesrepublik Deutschland              | Harald Reinl                               | diverse Haie                                                                                 | basiert auf einem Roman von Heinz G. Konsalik                                                       |
| 1975 | Der weiße Hai                                       | Jaws                                | Vereinigte Staaten                      | Steven Spielberg                           | Weißer Hai                                                                                   | basiert auf Peter Benchleys Der weiße Hai                                                           |
| 1976 | Mako, die Bestie                                    | Mako: The Jaws of Death             | Vereinigte Staaten                      | William Grefe                              | Weißer Hai                                                                                   | |
| 1977 | Tintorera! Meeresungeheuer greifen an               | Tintorera                           | Mexiko/Vereinigtes Königreich           | René Cardona junior                        | Tigerhai                                                                                     | basiert lose auf einem Roman des Meeresbiologen Ramón Bravo                                         |
| 1978 | Der weiße Hai 2                                     | Jaws 2                              | Vereinigte Staaten                      | Jeannot Szwarc                             | Weißer Hai                                                                                   | Erste Fortsetzung von Der weiße Hai                                                                 |
| 1979 | Dschungel Django                                    | Il cacciatore di squali             | Italien                                 | Enzo G. Castellari                         | Weißer Hai                                                                                   | |
| 1979 | nicht erschienen                                    | Up From the Depths                  | Philippinen/Vereinigte Staaten          | Charles B. Griffith                        | Prähistorischer Monsterhai                                                                   | |
| 1981 | The Last Jaws – Der weiße Killer                    | L’Ultimo squalo                     | Italien                                 | Enzo G. Castellari                         | Weißer Hai                                                                                   | |
| 1982 | Der weiße Hai 3-D                                   | Jaws 3-D                            | Vereinigte Staaten                      | Joe Alves                                  | Weißer Hai                                                                                   | Zweite Fortsetzung von Der weiße Hai, 3D-Film                                                       |
| 1984 | Monster Shark                                       | Shark: Rosso nell’oceano            | Italien, Frankreich                     | Lamberto Bava                              | Mutierter Hai mit Tentakeln                                                                  | |
| 1987 | Der weiße Hai – Die Abrechnung                      | Jaws: The Revenge                   | Vereinigte Staaten                      | Joseph Sargent                             | Weißer Hai                                                                                   | Dritte Fortsetzung von Der weiße Hai                                                                |
| 1988 | Shark – Stunde der Entscheidung                     | La notte degli squali               | Italien/Mexiko/Spanien                  | Tonino Ricci                               | Weißer Hai                                                                                   | |
| 1989 | Shakka – Die Bestie aus der Tiefe                   | Deep Blood                          | Italien                                 | Raffaele Donato                            | Weißer Hai                                                                                   | Co-Regisseur war Joe D’Amato                                                                        |
| 1995 | The Beast – Unheimliche Tiefe                       | Cruel Jaws – Fauci crudeli          | Vereinigte Staaten, Italien             | Bruno Mattei                               | Weißer Hai                                                                                   | |
| 1996 | nicht erschienen                                    | Aatank                              | Indien                                  | Prem Lalwani                               | Riesenhai                                                                                    | Bollywood-Film                                                                                      |
| 1998 | Creature – Tod aus der Tiefe                        | Creature                            | Stuart Gillard                          | mutierter Mix aus Mensch und Hai           | Miniserie                                                                                    | frei nach Peter Benchley " White Shark"                                                             |
| 1998 | Jurassic Shark 2                                    | Great White                         | Vereinigte Staaten                      | Zac Reeder                                 | Megalodon                                                                                    | in Deutschland als Fortsetzung von Jurassic Shark (2012) vermarktet                                 |
| 1999 | Deep Blue Sea                                       | Deep Blue Sea                       | Vereinigte Staaten                      | Renny Harlin                               | Kurzflossen-Mako                                                                             | |
| 1999 | Shark Attack                                        | Shark Attack                        | Vereinigte Staaten                      | Bob Misiorowski                            | Weißer Hai                                                                                   | |
| 2000 | Shark – Das Grauen aus der Tiefe                    | Shark                               | Vereinigte Staaten                      | Zac Reeder                                 | Weißer Hai                                                                                   | basierend auf den Haiangriffen an der Küste von New Jersey 1916                                     |
| 2001 | Shark Attack: The Killer Is Back                    | Shark Attack 2                      | Südafrika, Vereinigte Staaten           | David Worth                                | sieben genmanipulierte Haie                                                                  | Erste Fortsetzung von Shark Attack (1999)                                                           |
| 2002 | Jurassic Shark 3                                    | Megalodon                           | Vereinigte Staaten                      | Patt Corbitt                               | Megalodon                                                                                    | In Deutschland als Fortsetzung von Jurassic Shark (2012) und Jurassic Shark 2 (1998) vermarktet     |
| 2002 | Shark Attack 3                                      | Shark Attack 3: Megalodon           | Vereinigte Staaten                      | David Worth                                | Megalodon                                                                                    | Zweite Fortsetzung von Shark Attack (1999)                                                          |
| 2003 | Hai-Alarm auf Mallorca                              |                                     | Deutschland                             | Jorgo Papavassiliou                        | Megalodon                                                                                    | |
| 2003 | Open Water                                          | Open Water                          | Vereinigte Staaten                      | Chris Kentis                               | diverse Haie                                                                                 | basierend auf wahren Ereignissen                                                                    |
| 2003 | Red Water                                           | Red Water                           | Vereinigte Staaten                      | Charles Robert                             | Bullenhai                                                                                    | |
| 2003 | Shark Zone – Tod aus der Tiefe                      | Shark Zone                          | Vereinigte Staaten                      | Danny Lerner                               | Weißer Hai                                                                                   | |
| 2003 | Monster der Tiefe                                   | Sea Monsters                        | Vereinigtes Königreich                  | Tim Haines, Jasper James                   | Megalodon                                                                                    | Das fünfte Kapitel der Dokumentation handelt über den prähistorischen Hai                           |
| 2004 | 12 Days of Terror                                   | 12 Days of Terror                   | Südafrika                               | Jack Sholder                               | Weißer Hai                                                                                   | Doku-Drama basierend auf den Haiangriffen an der Küste von New Jersey 1916                          |
| 2004 | Große Haie – Kleine Fische                          | Shark Tale                          | Vereinigte Staaten                      | Bibo Bergeron, Vicky Jenson, Rob Letterman | Weißer Hai                                                                                   | Zeichentrickfilm mit Hai als Mafia-Paten                                                            |
| 2005 | The Bay: Hai-Alarm!                                 | Spring Break Shark Attack           | Südafrika/Vereinigte Staaten            | Danny Lerner                               | Weißer Hai                                                                                   | |
| 2005 | Raging Sharks                                       | Raging Sharks                       | Vereinigte Staaten                      | Danny Lerner                               | diverse Haie                                                                                 | |
| 2005 | Sharkman – Schwimm um dein Leben                    | Hammerhead: Shark Frenzy            | Vereinigte Staaten                      | Michael Oblowitz                           | Hammerhai                                                                                    | |
| 2006 | Happy Fish – Hai-Alarm und frische Fische           | Shark Bait                          | Vereinigte Staaten, Südkorea            | John Fox, Howard E. Baker                  | Tigerhai                                                                                     | Zeichentrickfilm mit Hai als Bösewicht                                                              |
| 2008 | Shark Swarm – Angriff der Haie                      | Shark Swarm                         | Vereinigte Staaten                      | James A. Contner                           | Weißer Hai                                                                                   | |
| 2008 | Der weiße Hai in Venedig                            | Sharks in Venice                    | Vereinigte Staaten                      | Danny Lerner                               | Weißer Hai                                                                                   | |
| 2009 | Mega Shark vs. Giant Octopus                        | Mega Shark Versus Giant Octopus     | Vereinigte Staaten                      | Jack Perez                                 | Megalodon                                                                                    | |
| 2009 | nicht erschienen                                    | Jaws in Japan                       | Japan                                   | John Hijiri                                | Weißer Hai                                                                                   | |
| 2009 | Shark Attack – Sie lauern in der Tiefe!             | Malibu Shark Attack                 | Vereinigte Staaten                      | David Lister                               | Koboldhai                                                                                    | |
| 2010 | Dinoshark – Das Monster aus der Urzeit              | Dinoshark                           | Vereinigte Staaten                      | Kevin O’Neill                              | prähistorischer Hai                                                                          | Fortsetzung von DinoCroc (2003)                                                                     |
| 2010 | Mega Shark vs. Crocosaurus                          | Mega Shark Versus Crocosaurus       | Vereinigte Staaten                      | Christopher Douglas-Olen Ray               | Megalodon                                                                                    | erste Fortsetzung von Mega Shark vs Giant Octopus (2009)                                            |
| 2010 | The Reef – Schwimm um dein Leben                    | The Reef                            | Australien                              | Andrew Traucki                             | Weißer Hai                                                                                   | |
| 2010 | Sharktopus                                          | Sharktopus                          | Vereinigte Staaten                      | Declan O’Brian                             | Mischung aus Weißem Hai und Oktopus                                                          | Tintorera! Meeresungeheuer greifen an / Tintorera (1977)                                            |
| 2011 | Sand Sharks                                         | Sand Sharks                         | Vereinigte Staaten                      | Mark Atkins                                | „prähistorische“ Haie                                                                        | |
| 2011 | Shark Night 3D                                      | Shark Night 3D                      | Vereinigte Staaten                      | David R. Ellis                             | diverse Haie                                                                                 | 3D-Film                                                                                             |
| 2011 | Supershark                                          | Super Shark                         | Vereinigte Staaten                      | Fred Olen Ray                              | Weißer Hai                                                                                   | |
| 2011 | Swamp Shark                                         | Swamp Shark                         | Vereinigte Staaten                      | Griff Furst                                | Weißer Hai                                                                                   | |
| 2012 | 2-Headed Shark Attack                               | 2-Headed Shark Attack               | Vereinigte Staaten                      | Christopher Ray                            | mutierter zweiköpfiger Hai                                                                   | |
| 2012 | Bait 3D – Haie im Supermarkt                        | Bait 3D                             | Australien, Singapur                    | Kimble Rendall                             | Weißer Hai                                                                                   | |
| 2012 | Dark Tide                                           | Dark Tide                           | Vereinigte Staaten                      | John Stockwell                             | Weißer Hai                                                                                   | |
| 2012 | Jurassic Shark                                      | Jurassic Shark                      | Kanada                                  | Brett Kelly                                | Megalodon                                                                                    | In Deutschland als erster Teil von Jurassic Shark 2 vermarktet                                      |
| 2012 | Jersey Shore Shark Attack                           | Jersey Shore Shark Attack           | Vereinigte Staaten                      | John Shepphird                             | Weißer Hai                                                                                   | basiert auf der Fernsehserie Jersey Shore \| SyFy TV-Film                                           |
| 2012 | Shark Week – 7 Tage, 7 Haie                         | Shark Week                          | vereinigte Staaten                      | Christopher Ray                            | sieben verschiedene Haie                                                                     | |
| 2013 | Ghost Shark – Die Legende lebt                      | Ghost Shark                         | Vereinigte Staaten                      | Griff Furst                                | Geisterhai                                                                                   | |
| 2013 | Hai-Alarm am Müggelsee                              |                                     | Deutschland                             | Leander Haußmann, Sven Regener             | Weißer Hai                                                                                   | Komödie                                                                                             |
| 2013 | Sharknado – Genug gesagt!                           | Sharknado                           | Vereinigte Staaten                      | Anthony C. Ferrante                        | Weißer Hai                                                                                   | Mischung aus Hai- und Katastrophenfilm                                                              |
| 2013 | Snow Sharks                                         | Avalanche Sharks                    | Kanada                                  | Scott Wheeler                              | Weißer Hai                                                                                   | |
| 2014 | Mega Shark vs. Mechatronic Shark                    | Mega Shark Versus Mecha Shark       | Vereinigte Staaten                      | Emile Edwin Smith                          | Megalodon, Roboterhai                                                                        | Zweite Fortsetzung zu Mega Shark vs. Giant Octopus (2009)                                           |
| 2014 | 90210 Shark Attack in Beverly Hills                 | 90210 Shark Attack in Beverly Hills | Vereinigte Staaten                      | David DeCoteau                             | Weißer Hai                                                                                   | |
| 2014 | Sharknado 2                                         | Sharknado 2: The Second One         | Vereinigte Staaten                      | Anthony C. Ferrante                        | Weißer Hai                                                                                   | Fortsetzung von Sharknado – Genug gesagt! (2013)                                                    |
| 2014 | Sharktopus vs. Pteracuda                            | Sharktopus vs. Pteracuda            | Vereinigte Staaten                      | Kevin O’Neill                              | Mischung aus Weißem Hai und Oktopus                                                          | Erste Fortsetzung zu Sharktopus (2010)                                                              |
| 2015 | 3-Headed Shark Attack                               | 3-Headed Shark Attack               | Vereinigte Staaten                      | Christopher Ray                            | mutierter dreiköpfiger Hai                                                                   | Fortsetzung von 2-Headed Shark Attack                                                               |
| 2015 | Mega Shark vs. Kolossus                             | Mega Shark Versus Kolossus          | Vereinigte Staaten                      | Christopher Ray                            | Megalodon                                                                                    | Dritte Fortsetzung zu Mega Shark vs Giant Octopus (2009)                                            |
| 2015 | Raiders of the Lost Shark                           | Raiders of the Lost Shark           | Vereinigte Staaten                      | Scott Patrick                              | Weißer Hai                                                                                   | |
| 2015 | Roboshark                                           | Roboshark                           | Bulgarien/Kanada                        | Jeffery Scott Lando                        | Roboterhai                                                                                   | TV-Film                                                                                             |
| 2015 | Shark Killer                                        | Shark Killer                        | Vereinigte Staaten                      | Sheldon Wilson                             | Kleiner Schwarzspitzenhai                                                                    | |
| 2015 | Shark Lake                                          | Shark Lake                          | Vereinigte Staaten                      | Jerry Dugan                                | Bullenhaie                                                                                   | |
| 2015 | Sharknado 3                                         | Sharknado 3: Oh Hell No!            | Vereinigte Staaten                      | Anthony C. Ferrante                        | Weißer Hai                                                                                   | Zweite Fortsetzung von Sharknado – Genug gesagt! (2013)                                             |
| 2015 | Sharktopus vs. Whalewolf                            | Sharktopus vs. Whalewolf            | Vereinigte Staaten                      | Kevin O’Neill                              | Mischung aus Weißem Hai und Oktopus                                                          | Zweite Fortsetzung zu Sharktopus (2010)                                                             |
| 2015 | Zombie Shark – The Swimming Dead                    | Zombie Shark                        | Vereinigte Staaten                      | Misty Talley                               | Mischung aus Zombie und Hai                                                                  | |
| 2016 | 47 Meters Down                                      | In the Deep                         | Vereinigte Staaten                      | Johannes Roberts                           | Weißer Hai                                                                                   | |
| 2016 | Atomic Shark                                        | Atomic Shark                        | Vereinigte Staaten                      | Lisa Palenica                              | ferngesteuerte Haie                                                                          | |
| 2016 | Saltwater: Atomic Shark                             | Saltwater                           | Vereinigte Staaten                      | A.B. Stone                                 | radioaktive Haie                                                                             | |
| 2016 | Planet of the Sharks                                | Planet of the Sharks                | Vereinigte Staaten                      | Mark Atkins                                |                                                                                              | |
| 2016 | Ice Sharks – Der Tod hat rasiermesserscharfe Zähne  | Ice Sharks                          | Vereinigte Staaten                      | Emile Edwin Smith                          | Haie, die in arktischen Gewässern leben                                                      | |
| 2016 | Sharknado 4                                         | Sharknado: The 4th Awakens          | Vereinigte Staaten                      | Anthony C. Ferrante                        | Weißer Hai                                                                                   | Dritte Fortsetzung von Sharknado – Genug gesagt! (2013)                                             |
| 2016 | The Shallows – Gefahr aus der Tiefe                 | The Shallows                        | Vereinigte Staaten                      | Jaume Collet-Serra                         | Weißer Hai                                                                                   | |
| 2016 | Dam Sharks                                          | Dam Sharks                          | Vereinigte Staaten                      | James Kondelik                             | Sandtigerhai                                                                                 | |
| 2017 | 5-Headed Shark Attack                               | 5-Headed Shark Attack               | Vereinigte Staaten                      | Nico De Leon                               | Mutierter fünfköpfiger Hai                                                                   | Zweite Fortsetzung zu 2-Headed Shark Attack                                                         |
| 2017 | Empire of the Sharks                                | Empire of the Sharks                | Vereinigte Staaten                      | Mark Atkins                                |                                                                                              | Prequel zu Planet of the Sharks.                                                                    |
| 2017 | Sharknado 5: Global Swarming                        | Sharknado 5: Global Swarming        | Vereinigte Staaten                      | Anthony C. Ferrante                        | Weißer Hai                                                                                   | Vierte Fortsetzung zu Sharknado – Genug gesagt! (2013)                                              |
| 2017 | Open Water 3: Cage Dive                             | Open Water 3: Cage Dive             | Vereinigte Staaten                      | Gerald Rascionato                          | Weißer Hai                                                                                   | |
| 2017 | 47 Meters Down: Uncaged                             | Vereinigte Staaten                  | Johannes Roberts                        | Weißer Hai                                 |                                                                                              | |
| 2018 | 6-Headed Shark Attack                               | 6-Headed Shark Attack               | Vereinigte Staaten                      | Mark Atkins                                | Mutierter sechsköpfiger Hai                                                                  | Dritte Fortsetzung zu 2-Headed Shark Attack                                                         |
| 2018 | Meg                                                 | The Meg                             | Vereinigte Staaten, Volksrepublik China | Jon Turteltaub                             | Megalodon                                                                                    | basiert auf dem Roman Meg: A Novel of Deep Terror von Steve Alten                                   |
| 2018 | Megalodon – Die Bestie aus der Tiefe                | Megalodon                           | Vereinigte Staaten                      | James Thomas                               | Megalodon                                                                                    | Mockbuster zu Meg                                                                                   |
| 2020 | Shark Season – Angriff aus der Tiefe                | Shark Season                        | Vereinigte Staaten                      | Jared Cohn                                 | Weißer Hai                                                                                   | |
| 2021 | Great White                                         | Great White                         | Australien                              | Martin Wilson                              | Weißer Hai                                                                                   | |
| 2021 | Megalodon Rising – Dieses Mal kommt er nicht allein | Megalodon Rising                    | Vereinigte Staaten                      | Brian Nowak                                | Megalodon                                                                                    | Fortsetzung von Megalodon – Die Bestie aus der Tiefe                                                |
| 2022 | Shark Side of the Moon                              | Shark Side of the Moon              | Vereinigte Staaten                      | Glenn Campbell, Tammy Klein                | außerirdische, mutierte Hammerhaie                                                           | |
| 2022 | The Reef: Stalked                                   | The Reef: Stalked                   | Australien                              | Andrew Traucki                             | Weißer Hai                                                                                   | |
| 2022 | The Requin – Der Hai                                | The Requin                          | Vereinigte Staaten                      | Le-Van Kiet                                | Weißer Hai                                                                                   | |
| 2023 | Meg 2: Die Tiefe                                    | Meg 2: The Trench                   | Vereinigte Staaten, Volksrepublik China | Ben Wheatley                               | Megalodon                                                                                    | basiert auf dem Roman The Trench von Steve Alten; Fortsetzung zu Meg                                |
| 2023 | Megalodon: The Frenzy                               | Megalodon: The Frenzy               | Vereinigte Staaten                      | Brendan Petrizzo                           | Megalodon                                                                                    | Mockbuster zu Meg 2: Die Tiefe, Fortsetzung zu Megalodon Rising – Dieses Mal kommt er nicht allein  |
| 2024 | Im Wasser der Seine                                 | Sous la Seine                       | Frankreich                              | Xavier Gens                                | Makohai                                                                                      | |
| 2024 | No way up                                           | No way up                           | Vereinigte Staaten                      | Claudio Fäh                                | großer Megalodon                                                                             | Haifilm mit Flugzeugabsturz                                                                         |
| 2024 | Something in the water                              | Something in the water              | Vereinigte Staaten                      | Hayley Easton Street                       | riesen Haie                                                                                  | Freunde feiern Hochzeit, plötzlich Haie im Wasser                                                   |